# Зангар-Куль
Зангар-Куль (Зәңгәр Күл) — деревня в Рыбно-Слободском районе Республики Татарстан. Входит в Кугарчинское сельское поселение.

## География
Расположено в бассейне реки Суша в северо-восточной части района, в 30 км к северо-востоку от посёлка городского типа Рыбная Слобода.

## История
Основана в XVIII веке. До 1940 года известна как деревня Клянчеево (Каирлы-Клянчеево). До реформы 1861 года жители относились к категории государственных крестьян. Занимались земледелием, разведением скота. 
В «Списке населенных мест по сведениям 1859 года», изданном в 1866 году, населённый пункт упомянут как казённая деревня Каирлы (Клянчеево) 2-го стана Лаишевского уезда Казанской губернии. Располагалась при безымянном ключе и овраге, по левую сторону торговой Ногайской дороги, в 67 верстах от уездного города Лаишево и в 35 верстах от становой квартиры в казённом селе Карабаяны (Богородское). В деревне, в 31 дворе жили 162 человека (81 мужчина и 81 женщина), была мечеть.
В начале XX века в поселении функционировала мечеть. В этот период земельный надел сельской общины составлял 273 десятины.
До 1920 года деревня входила в Урахчинскую волость Лаишевского уезда Казанской губернии. С 1920 года в составе Лаишевского кантона Татарской АССР. С 1927 года в Рыбно-Слободском, с 1935 года в Кзыл-Юлдузском, с 26 марта 1959 года в Рыбно-Слободском районах. В 1963—1965 годах в связи с ликвидацией Рыбно-Слободского района входила в состав Мамадышского района. С 1965 года вновь вошла в состав Рыбно-Слободского района.
В 1931 году в деревне был организован колхоз. С 1999 года подсобное хозяйство «Агропромснаб» Рыбно-Слободского района.
До 2011 года в деревне работала начальная школа, до 2012 — клуб.

## Население
| 1782 | 1859 | 1897 | 1908 | 1920 | 1926 | 1949 | 1958 | 1970 | 1989 | 2002 | 2010 | 2020 |
| ---- | ---- | ---- | ---- | ---- | ---- | ---- | ---- | ---- | ---- | ---- | ---- | ---- |
| 7    | 162  | 296  | 312  | 304  | 332  | 315  | 328  | 360  | 185  | 130  | 115  | 92   |

Национальный состав села — татары.

## Экономика
Жители деревни работают преимущественно в агропромышленном комплексе «Русский мрамор» (село Кугарчино), акционерном обществе «Казанский жировой комбинат», обществе с ограниченной ответственностью «Кулон Агро» (деревня Янавыл).

## Инфраструктура
Действует фельдшерско-акушерский пункт.

## Религия
Мечеть (с 2003 г.).